# Mike McCormick
Michael Francis McCormick (Pasadena, California, 29 de septiembre de 1938-Cornelius, Carolina del Norte, 13 de junio de 2020), más conocido como Mike McCormick, fue un jugador profesional estadounidense de béisbol que se desempeñó en la posición de lanzador en las Grandes Ligas de Béisbol (MLB). Logró obtener el Premio Cy Young.

## Carrera
McCormick jugó como profesional siete temporadas en San Francisco Giants (1956-1962), después pasó por varios equipos, Baltimore Orioles (1963-1964), Washington Senators (1965-1966), San Francisco Giants (1967-1970), New York Yankees (1970), y finalmente, se unió a Kansas City Royals, donde jugó una temporada (1971), y fue el equipo en el que se retiró.

## Premios
Fue galardonado con el Premio Cy Young en una oportunidad (1967).